# Kinesen
Kinesen är en roman skriven av Henning Mankell, utgiven 2008. Romanen börjar med ett mystiskt massmord i Hälsingland, i den fiktiva byn Hesjövallen, där någon eller några har mördat alla invånare i byn sånär som på tre individer. Alla mord är extremt brutalt utförda och dessutom saknas tydliga motiv mot människorna som bodde i byn.

## Handling
Huvudpersonen i boken är domaren Birgitta Roslin som är verksam i Helsingborg. Birgitta har en bakgrund som vänsteraktivist och tillhörde i sin ungdom, tillsammans med sin vän Karin, gruppen Rebellerna. Birgitta blir indragen i dessa mord genom en ganska långsökt koppling där hon inser att hennes mors styvföräldrar är några av de mördade i byn. Av ren nyfikenhet reser Birgitta upp till byn som ligger i närheten av Hudiksvall för att få se hur hennes mors barndom kan ha sett ut. Detta besök leder henne rakt in i utredningen kring massmordet och Birgitta hittar under denna resa bitar som möjligen kan hjälpa polisen i sökandet efter en gärningsman.
Boken byter efter detta fokus och börjar nu berätta en historia om en ung kinesisk man som under mitten av 1800-talet blir iväglurad till USA för att arbeta som slav på järnvägsbygget som just då håller på att dra fram genom Great Basin-öknen i Nevada. Denna del av boken ger en mycket bra redogörelse för förhållande, både på mänsklig och politisk nivå, som gällde i både Kina och USA under mitten av 1800-talet.
Sedan byter boken ännu en gång fokus och inriktar sig nu på det moderna Kina och den rådande problematiken som Kina hela tiden stöter på i form av kval mellan gamla och nya ideal som ständigt ställs på sin spets.